# FloraHolland
FloraHolland je největším aukčním trhem s řezanými květinami a rostlinami na světě. Odbavuje přes 90 % nizozemského Exportu těchto komodit. FloraHolland má šest poboček a 39 aukčních cenových hodin, na kterých obchodníci vydražují nejvyšší cenu nabídnutých produktů. Ve svých šesti pobočkách zaměstnává FloraHolland 4700 spolupracovníků.
FloraHolland je družstvo a jeho vlastníci (členové) jsou pěstitelé, kteří zde nabízejí své produkty. Jako družstvo je FloraHolland nezisková organizace, která sdružuje nabídku i poptávku.

## Historie
V roce 1987 se spojili květinové aukce Bloemenveiling Westland a Bloemenveiling Berkel a Omstreken v jednom družstvu a v roce 1992 začali vystupovat jako jedna organizace pod jménem -Bloemenveiling Holland (Květinová aukce Hollandsko). 1. ledna 2000 se sloučili květinové aukce Bloemenveiling 't Noorden en Bloemenveiling Flora a začali vystupovat pod jménem FloraHolland. Po dvou letech - 1. ledna 2002 se FloraHolland sloučila s Bloemenveiling Holland a od té doby vystupují pod jménem FloraHolland. 1. července 2002 převzala FloraHolland Veiling ZON a své rozšíření dokončila 1. listopadu 2006 převzetím Coöperatieve Boskoop Veiling. Od 1. ledna 2008 vystupují takto sloučená družstva pod názvem FloraHolland s hlavním sídlem v Aalsmeeru. Tato kombinace - tří exportních aukčních trhů (Aalsmeer, Naaldwijk a Rijnsburg) a tří oblastních aukčních trhů (Bleiswijk, Venlo a Eelde), jedné zprostředkovatelské kanceláře a jedné importní kanceláře - tvoří největší květinový aukční trh na světě s ročním obratem € 4 miliardy a positivním výsledkem hospodaření přes € 10 milionů v roce 2007.